# Haubas
Haubas era um deus cultuado na Arábia pré-islâmica, especialmente no reino de Sabá. Os conselhos de Haubas eram sempre pedidos através da consulta a oráculos.